# Kristof Vizvary
Kristof Vizvary (* 21. August 1983 in Tulln) ist ein österreichischer Handballspieler.

## Karriere
Kristof Vizvary spielte bis zum Jahr 2008 als Rückraumspieler beim UHC Tulln, mit den Rosenstädtern konnte er zweimal den ÖHB-Cup gewinnen und nahm dadurch am Europapokal der Pokalsieger teil. Anschließend wechselte er zum UHK Krems, mit welchem er in der Saison 2008/09 am EHF Challenge Cup teilnahm. Nachdem er 2010 mit den Kremsern den Pokal gewinnen konnte, nahm er wieder am Europapokal der Pokalsieger teil. Ab der Saison 2013/14 lief er in der Handball Bundesliga Austria für Union St. Pölten auf, wurde aber im April von den Niederösterreichern suspendiert. Von der Saison 2014/15 bis 2015/16 lief der 1,98 Meter große Rechtshänder wieder für den UHK Krems in der Handball Liga Austria auf. 2016 wechselte Vizvary zurück zu seinem Jugendverein UHC Tulln.
Für die österreichische Nationalmannschaft bestritt Vizvary 35 Länderspiele, in denen er 21 Treffer erzielte.

## HLA-Bilanz
| Saison    | Verein    | Spielklasse | Tore | 7-Meter      | Feldtore |
| --------- | --------- | ----------- | ---- | ------------ | -------- |
| 2008/09   | UHK Krems | HLA         | 118  | 17/26        | 101      |
| 2009/10   | UHK Krems | HLA         | 86   | 2/2          | 84       |
| 2010/11   | UHK Krems | HLA         | 93   | 0/0          | 93       |
| 2011/12   | UHK Krems | HLA         | 59   | 0/0          | 59       |
| 2012/13   | UHK Krems | HLA         | 69   | 0/0          | 69       |
| 2014/15   | UHK Krems | HLA         | 5    | 0/0          | 5        |
| 2015/16   | UHK Krems | HLA         | 4    | 0/0          | 4        |
| 2008–2016 | gesamt    | HLA         | 434  | 19/28 (67 %) | 415      |

## Erfolge
- 3× Österreichischer Pokalsieger (mit dem UHK Krems und dem UHC Tulln)